# Phthiria albogilva
Phthiria albogilva är en tvåvingeart som beskrevs av Seguy 1941. Phthiria albogilva ingår i släktet Phthiria och familjen svävflugor.
Artens utbredningsområde är Marocko. Inga underarter finns listade i Catalogue of Life.